# Света Варвара (Райчица)
„Света Варвара“ (на македонска литературна норма: „Света Варвара“) е късносредновековна църква в дебърското село Райчица, Северна Македония. Църквата е част от Дебърско-Реканското архиерейско наместничество на Дебърско-Кичевската епархия на Македонската православна църква – Охридска архиепископия.
Църквата се намира в махалата Раички, на заравнена ливада високо над Дебърското езеро и град Дебър. Около църквата са гробищата на Райчки. Изграждането на църквата датира от 1597 година заедно с изграждането на църквата в Жировница. В 1913 година църквата е цялостно ограбена от турците.
Църквата била метох на Бигорския манастир. Представлява еднокорабна сграда с полуобъл свод, тристранна апсида от външната страна и полукръгла от вътрешната. Градена е от кършен камък с хоросан. При градежа са употребени и остатъци от по-стар култов обект. Запазени са църковнославянските надписи, в които се споменават ктиторите Овчина и Вълкове и годината, в която е изградена и изписана 7105 (1597). Във вътрешността на църквата има добро запазена живопис. Имината на зографа и двамата му помощници са неизвестни. Фреските не са с високо качество. На иконостаса има няколко икони от същите зографи.
- Света Богородица Ширшая небес в олтара
- Фреска на Свети Василий
- Света Богородица Ширшая небес в олтара
- Света Богородица Ширшая небес в олтара